# Éhurszag-kurkurra
Az Éhurszag-kurkurra Assur isten első temploma Assur városában. A hagyomány szerint a félig mitikus-legendás archaikus asszír korban a „sátorlakó” sejkek utolsója, Uspia építtette, amely adat megfelel annak a folyamatnak, hogy a letelepedő nomádok az alakulóban lévő állandó településeiken először templomot emeltek főistenüknek. Datálása nagyon bizonytalan, valamikor az i. e. 21–20. században épülhetett, de akár több évszázados hibahatár lehetséges. A templom mindig nagy jelentőséggel bírt, de idővel a többi isten kultuszai (főleg Enlilé) kissé háttérbe szorították. A világuralmi terveket dédelgető, és ugyanakkor az ősi kultuszok felé forduló I. Sulmánu-asarídu az i. e. 13. század közepén felújította. Ezt több Assurban talált homokkő- és alabástromtábla feliratai is igazolják, amelyen az uralkodó beszámol arról, hogy magas falakkal, domborművekkel és bronzkapukkal látta el a templomot, gyakorlatilag teljesen újjáépítette, és úgy is járt el, mintha új templomot alapított volna. Ő említi először, hogy Uspia építette az első templomot. I. Tukulti-apil-ésarra az i. e. 12. században elrendelte, hogy az Éhurszag-kurkurra szertartásait örökké folytassák a papok nemzedékei. A templomot még Szín-ahhé-eríba is megemlíti az i. e. 7. század elején, sőt a nevet még megtoldja egy „gal” (azaz nagy) jelzővel is. Így lett a név Éhurszaggalkurkurra.
Assur-ah-iddína könyvtárának dokumentumai szerint a templomot eredetileg I. Samsi-Adad, Ila-kabkabi fia építette, mégpedig 434 évvel korábban, mint ahogy Sulmánu-asarídu újjáépítette, aki viszont 580 évvel korábban élt Assur-ah-iddínánál. Ezek az adatok kronológiailag fontosak. Assur-ah-iddína i. e. 680–669 között uralkodott. Jelenlegi tudásunk szerint Sulmánu-asarídu i. e. 1274–1245 között, ami nagyon pontos adat. Vagyis I. Samsi-Adadnak i. e. 1700 körül kellett élnie, ami a középső kronológiát támasztja alá.
A templom neve sumer nyelvű, és a sumer ékírás írásjeleivel írták. E kor asszírjainak saját nyelve és etnikuma ismeretlen, az amorita betelepedés és az akkád nyelv asszír nyelvjárásának kialakulása jóval későbbi. A név írása:
𒂍𒄯𒀈𒆳𒆳𒊏 ; e2-ḫursag-kur-kur-ra
A név elemei:
e2 vagy é – templomot jelent;
ḫursag – rendkívül gazdag jelentésű szó, itt azokat a hegyvidékeket jelentheti, ahonnan a nomád asszírok származtak;
kur – szintén jelenthet hegyet, de itt inkább az erdő jelentés jöhet szóba;
ra – rituális tisztaság.
Az ismétlés többes számot és fokozást is jelenthet, a „kurkurra” egy elvontabb fogalom leírására szolgáló állandó összetétel: „ami kimagaslik, felülmúl minden (idegen) földet”. Összességében a név jelentése „a minden (idegen) föld felett álló (vagy felettük uralkodó) hegyi templom” lehet. Rendkívül érdekes, hogy a „kur” a sumer őshaza jelentéssel is bírt, ez is alátámasztja, hogy ezek a preasszírok legalábbis rokonságban álltak a sumerekkel.